# Jennifer Lopez
Jennifer Lynn Lopez (Nova Iorque, 24 de julho de 1969), também conhecida pelo seu apelido J.Lo, é uma cantora, compositora, atriz, modelo, dançarina, produtora musical, estilista, coreógrafa e empresária norte-americana. Lopez é considerada uma das artistas norte-americanas mais influentes de seu tempo, sendo responsável por quebrar barreiras para latino-americanos em Hollywood e ajudar a impulsionar o movimento do pop latino na música. Ela também é conhecida por seu impacto na cultura popular por meio da moda, das marcas e da mudança nos padrões de beleza tradicionais.
Lopez começou sua carreira como dançarina, fazendo sua estreia na televisão como uma Fly Girl na série de comédia de esquetes In Living Color em 1991. Mais tarde, ela ganhou destaque como atriz, com papéis principais nos filmes Selena (1997), Anaconda (1997) e Out of Sight (1998), estabelecendo-a como a atriz norte-americana mais bem paga. Ela ingressou no cenário musical com seu bem sucedido álbum de estreia, On the 6 (1999). Em 2001, ela se tornou a primeira mulher a ter simultaneamente o álbum e o filme número um nos Estados Unidos, com seu segundo álbum, J.Lo, e a comédia romântica The Wedding Planner. Desde então, ela tornou-se conhecida por estrelar comédias românticas, incluindo Maid in Manhattan (2002), Shall We Dance? (2004) e Monster-in-Law (2005). Lopez lançou dois álbuns em 2002: J to tha L–O! The Remixes e This Is Me... Then, o primeiro sendo a primeiro álbum de remixes a alcançar o topo da Billboard 200.
O escrutínio da mídia e o fracasso do filme Gigli (2003) precederam uma queda na carreira. Seus álbuns subsequentes incluíram Rebirth (2005) e Como Ama una Mujer (2007); este último quebrou recordes de vendas na primeira semana para um álbum de estreia espanhol . Em 2011, Lopez voltou à proeminência como jurada no American Idol e lançou o álbum Love?. No segunda metade da década de 2010, ela embarcou em uma residência de concerto intitulada Jennifer Lopez: All I Have, estrelou a série de drama policial Shades of Blue (2016–2018), atuou como jurada em World of Dance (2017–2020) e recebeu elogios da crítica por sua atuação no drama policial Hustlers (2019). Desde então, ela produziu e estrelou os filmes Marry Me (2022), The Mother (2023), This Is Me... Now: A Love Story e Atlas (ambos de 2024), que fizeram sucesso em serviços de streaming.
Com mais de 80 milhões de discos vendidos, os singles mais bem sucedidos de Lopez incluem: "If You Had My Love", "Waiting for Tonight", "Let's Get Loud", "Love Don't Cost a Thing", "I'm Real", "Ain't It Funny", "Jenny from the Block", "All I Have", "Get Right" e "On the Floor". Suas conquistas incluem, uma estrela na Calçada da Fama de Hollywood, o Billboard Icon Award e o Michael Jackson Video Vanguard Award. Ela já foi classificada entre as 100 pessoas mais influentes do mundo pela revista Time e uma das 100 mulheres mais poderosas pelas revista Forbes. Lopez tem muitos seguidores nas redes sociais, sendo uma das pessoas mais seguidas no Instagram. Seus outros empreendimentos incluem uma marca de estilo de vida, linhas de beleza e moda, fragrâncias, uma produtora e uma fundação de caridade. Lopez tem muitos seguidores nas redes sociais, sendo uma das pessoas mais seguidas no Instagram. Seus outros empreendimentos incluem uma marca de estilo de vida, linhas de beleza e moda, fragrâncias, uma produtora e uma fundação de caridade.

## Biografia
Jennifer Lynn Lopez nasceu em Nova Iorque e cresceu em Castle Hill, no bairro do Bronx. É a filha do meio dos porto-riquenhos Guadalupe Rodríguez Lopez, uma professora de jardim de infância, e David Lopez, um técnico em informática, que possuem outras duas filhas: Lynda, a caçula, que é jornalista, e Leslie, a mais velha, que é professora de música. Seus pais divorciaram na década de 1990, após 33 anos de casamento. Lopez foi criada como católica, estudou em uma escola só para meninas no ensino fundamental, e terminou o ensino médio em uma escola de freiras, a Preston High School, no Bronx. Quando adolescente, ela aprendeu flamenco, jazz e balé,  e ensinou dança para alunos mais jovens, incluindo a atriz Kerry Washington.
Aos dezoito anos foi aprovada no vestibular para Direito, cursou a universidade "Baruch College" por apenas um semestre, quando decidiu sair para tentar uma carreira artística. Seus pais ficaram insatisfeitos com sua decisão de deixar a faculdade, e sua mãe pediu que ela saísse da casa da família, e eles pararam de se falar por oito meses. Lopez mudou-se para Manhattan, dormindo no escritório do estúdio de dança onde fazia aulas de dança no período noturno. Aos finais de semana, como modo de complementar sua renda, realizava apresentações de danças em clubes noturnos de Manhattan.

## Inicio da carreira
Iniciou sua carreira profissional em 1987, fazendo uma pequena participação no filme "My Little Girl". Nesse tempo viajou pela América com produções regionais dos musicais Jesus Christ Superstar e Oklahoma! . Em 1990, ela dançou com o rapper MC Hammer em uma apresentação no Yo! MTV Raps,  e depois, viajou pelo Japão por quatro meses como membro do coro de Synchronicity. Quando retornou aos Estados Unidos, em 1990, conseguiu seu primeiro trabalho considerável como dançarina "Fly Girl" no programa humorístico de televisão In Living Color. Também participou como dançarina na performance da boy band New Kids on the Block, no American Music Awards de 1991. Lopez mudou-se para Los Angeles no final de 1991, e apareceu em vários videoclipes, como "That's the Way Love Goes" (1993) de Janet Jackson. Em 1994, Lopez fez um pequeno papel recorrente na séries de televisão South Central, e depois participou de outras séries como, Second Chances e Hotel Malibu.

## Filmes
Em 1995, conseguiu seu primeiro papel importante no cinema, no drama My Family, e depois estrelou ao lado de Wesley Snipes no filme de ação Assalto Sobre Trilhos. Também interpretou um papel em Jack, comédia de 1996 de Francis Ford Coppola, estrelada Robin Williams, e no suspense de 1997, Blood and Wine (Sangue e Vinho), com Jack Nicholson.

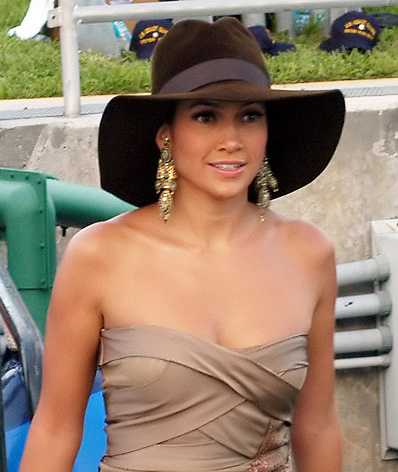
Jennifer Lopez em 2004.

No filme biográfico Selena, de 1997, interpretou o papel principal da cantora homônima. Seu desempenho foi aclamado pela crítica, e ela foi indicada a um Globo de Ouro de "Melhor Atriz - Filme Musical ou Comédia", e se tornou a primeira atriz latina mais bem paga da história, por receber um milhão de dólares pelo filme. Mais tarde, em 1997, estrelou ao lado de Ice Cube o filme Anaconda, que recebeu críticas negativas, mas foi um sucesso de bilheteria. Em 1998, estrelou ao lado de George Clooney o longa Out of Sight (Irresistível Paixão). No mesmo ano, fez a voz de Azteca na animação Antz.
Outros de seus filmes incluem, The Cell (A Cela), An Unfinished Life (Um Lugar Para Recomeçar), Shall We Dance? (Dança Comigo?), The Wedding Planner (O Casamento dos Meus Sonhos), Maid in Manhattan (Encontro de Amor), Monster-in-Law (A Sogra), e Enough (Nunca Mais), além de Gigli (Contato de Risco), estrelado ao lado de seu então noivo, Ben Affleck, sendo um fiasco de crítica e público. Dois filmes independentes produzidos por Lopez foram bem recebidos nos festivais de filmes, El Cantante, no Toronto International Film Festival, e Bordertown (Cidade do Silêncio), no Festival de Cinema de Bruxelas.
Em 2018, estrelou o filme Second Act, ao lado de Vanessa Hudgens e Milo Ventimiglia. O longa teve um bom desempenho de bilheteria, arrecadando 72,3 milhões de dólares durante sua exibição.
Em 2019, estrelou e produziu o filme Hustlers. Inspirado em uma história real, acompanha um grupo de strippers de Manhattan que enganam homens ricos. A interpretação de Lopez foi aclamada pela crítica, com alguns considerando-a a melhor atuação de sua carreira. Seu desempenho lhe rendeu indicações de "Melhor Atriz Coadjuvante" no Globo de Ouro, Screen Actors Guild Awards, Critics' Choice Movie Awards e Independent Spirit Awards. Chegou a ser cotada a uma indicação ao Oscar, o que não aconteceu. O filme também foi um sucesso de bilheteria em sua semana de estreia, e arrecadou mais de 157 milhões mundialmente.
Lopez co-produziu e estrelou ao lado de Owen Wilson e Maluma a comédia romântica Marry Me, que foi filmada no final de 2019 e lançada em fevereiro de 2022. Também co-produziu e estrelou ao lado de Josh Duhamel a comédia de ação Shotgun Wedding, que foi lançada no Amazon Prime Video em janeiro de 2023, e tornou-se um dos filmes lançados em streaming mais assistido naquele ano. Também liderou e co-produziu o thriller de ação The Mother, lançado na Netflix em maio de 2023 e o filme Atlas que foi lançado em maio de 2024.

## Televisão
Em abril de 2004, participou do episódio final da sexta temporada de Will & Grace, interpretando uma versão de si mesma, e apareceu de novo no primeiro episódio da sétima temporada. Também participou do retorno da série em 2018, em um crossover com Shades of Blue. Foi jurada no American Idol, nas temporadas 10,11,13,14,15.
De 2016 a 2018, Lopez produziu e estrelou, ao lado do ator Ray Liotta, a série policial da NBC, Shades of Blue, como a detetive Harlee Santos, uma mãe solteira e detetive da polícia na cidade de Nova York que se disfarça para o FBI investigar seu próprio esquadrão. Jennifer também é produtora executiva de algumas séries de televisão como, The Fosters e Good Trouble.

## Carreira Musical

### 1999:On the 6
O álbum de estreia de Lopez, On the 6, uma referência à linha 6 do metrô que ela usava para ir a Castle Hill, foi lançado em 1 de Junho de 1999, e chegou à oitava posição da Billboard 200. O álbum apresentava o single principal, número um na Billboard Hot 100, If You Had My Love, assim como o sucesso Waiting for Tonight. O álbum também apresentou um dueto com Marc Anthony em No Me Ames, que alcançou o número um no Hot Latin Tracks. A faixa Feelin' So Good, teve um sucesso moderado na Hot 100. Let's Get Loud, o último single, deu à Lopez mais uma indicação ao Grammy Awards 2001, na categoria Melhor Gravação Dance. Waiting for Tonight foi indicado à mesma categoria no ano anterior. No Me Ames recebeu duas indicações no Grammy Latino de 2000, Melhor Dueto/Grupo Pop com Performance Vocal e Melhor Clipe. Com esse álbum, Lopez conseguiu reconhecimento mundial, e juntamente com Ricky Martin, liderou o movimento chamado "Explosão Latina", que dominou o mercado norte-americano no final dos anos 1990, e início dos anos 2000, abrindo portas para outros artistas hispânicos se lançarem nos EUA.

### 2001:J.Lo
Seu segundo álbum de estúdio, "J.Lo", foi lançado em 23 de janeiro de 2001, e estreou no topo da Billboard 200, com 272 300 cópias vendidas. Na mesma semana, o filme O Casamento dos Meus Sonhos, estrelado por Jennifer, alcançou o número um nas bilheterias dos EUA, fazendo Lopez ser a primeira artista a ter um filme, e um álbum em primeiro lugar na mesma semana. Lopez também se tornou a primeira artista solo feminina da Epic Records a alcançar o primeiro lugar da Billboard 200.
O primeiro single "Love Don't Cost a Thing", foi lançado em 16 de novembro de 2000, com uma performance no MTV Europe Music Awards, e se tornou uma de suas músicas mais conhecidas, sendo seu primeiro single número um no Reino Unido, e um top 3 na Billboard Hot 100. O segundo single "Play", lançado em 27 de março, chegou a 18ª posição no Hot 100, e o terceiro lugar no Reino Unido. "Ain't It Funny", o terceiro single, não entrou no Hot 100, mas conseguiu sucesso em alguns países, incluindo o Reino Unido, onde chegou ao terceiro lugar. Em julho, o álbum foi relançado com uma nova versão de "I'm Real", com participação do rapper Ja Rule, intitulada "I'm Real (Murder Remix)". Ambas faixas foram lançadas como single nas rádios, e dois videoclipes foram produzidos. No entanto, "I'm Real (Murder Remix)" teve mais impacto e permitiu que o single alcançasse o primeiro lugar nos EUA.
O álbum recebeu certificado de platina quádrupla nos EUA, e vendeu mais de 8 milhões de cópias em todo o mundo, se tornando o mais vendido de sua carreira. Jennifer foi eleita pela revista Billboard, a "melhor artista feminina" de 2001.

### 2002:J to tha L-O!: The RemixeseThis Is Me... Then
Seguindo o sucesso do relançamento de J.Lo, a gravadora decidiu lançar um álbum de remixes, intitulado "J to tha L-O!: The Remixes". Lançado em 5 de fevereiro de 2002, estreou no topo da Billboard 200, com 156 mil cópias vendidas, tornando-se o primeiro álbum de remix a estrear no topo da parada.
O primeiro single "Ain't It Funny (Murder Remix)", lançado em 7 de janeiro de 2002, também com a participação de Ja Rule e Caddillac Tah, chegou ao número um na Hot 100, tornando-se o terceiro single número um de Jennifer. O segundo single "I'm Gonna Be Alright (Track Masters Remix)", ltambém fez sucesso e alcançou o top 10 no Hot 100. J to tha L-O! é o terceiro álbum de remixes mais vendido de todos os tempos, atrás de Blood on the Dance Floor: HIStory in the Mix (1997), de Michael Jackson, e You Can Dance (1987), da Madonna.
No inicio de 2002, Lopez iniciou um relacionamento midiático com o ator Ben Affleck, e isso serviu de principal inspiração para o seu terceiro álbum de estúdio, que é dedicado a ele. Em 26 de novembro, Lopez lançou o álbum "This Is Me... Then", que chegou ao segundo lugar na Billboard 200, com 314.132 unidades na primeira semana, marcando a maior semana de vendas de sua carreira.
O álbum apresentou quatro singles: o primeiro, "Jenny from the Block", com participações de Jadakiss e Styles P, chegou ao número três no Hot 100. O videoclipe da faixa, que se tornou bastante popular, trazia o casal Jennifer e Affleck sendo fotografados em momentos íntimos. "All I Have", com LL Cool J, foi lançado como o segundo single, e se tornou sua quarta música a chegar no topo da Billboard Hot 100; O terceiro single foi "I'm Glad", e seu videoclipe recriou com perfeição a famosa cena de dança da protagonista do filme Flashdance; e "Baby I Love U!", que foi lançado como o quarto e último single. O álbum vendeu mais de 6 milhões de cópias em todo o mundo.

### 2005:Rebirth
Depois de um tempo longe do cenário musical, Lopez lançou seu quarto álbum de estúdio, "Rebirth", em 1 de março de 2005, e chegou ao número dois na Billboard 200, com vendas de 261 000 cópias na primeira semana. O titulo do álbum é dedicado a Paige Peterson, uma paciente com câncer de onze anos que Lopez fez amizade durante visitas ao Hospital Infantil de Los Angeles. Peterson morreu em novembro de 2004.
O álbum teve apenas dois singles, "Get Right", que foi um sucesso e chegou a 12ª posição no Hot 100, e se tornou seu segundo single número um no Reino Unido, e "Hold You Down", com participação do rapper Fat Joe, que chegou ao número 64 no Hot 100, e o número seis no Reino Unido.
Rebirth recebeu certificado de Platina nos EUA, por mais de um milhão de cópias vendidas. Em 1 de fevereiro de 2006, Lopez fez uma participação no single "Control Myself" do LL Cool J, que alcançou o número quatro no Hot 100, e o número dois no UK Singles Chart.

### 2007:Como Ama Una MujereBrave
Lopez lançou seu primeiro álbum completamente em espanhol, Como Ama Una Mujer, no dia 27 de março de 2007 nos EUA, e no dia 23 de março na Europa. Seu marido, o cantor Marc Anthony, produziu o álbum. O álbum chegou o número dez na Billboard 200, número um no Top Latin Albums (por quatro semanas seguidas), e número um no Latin Pop Albums (por sete semanas seguidas). O álbum foi bem recebido na Europa, chegando o número três na parada de álbuns. 

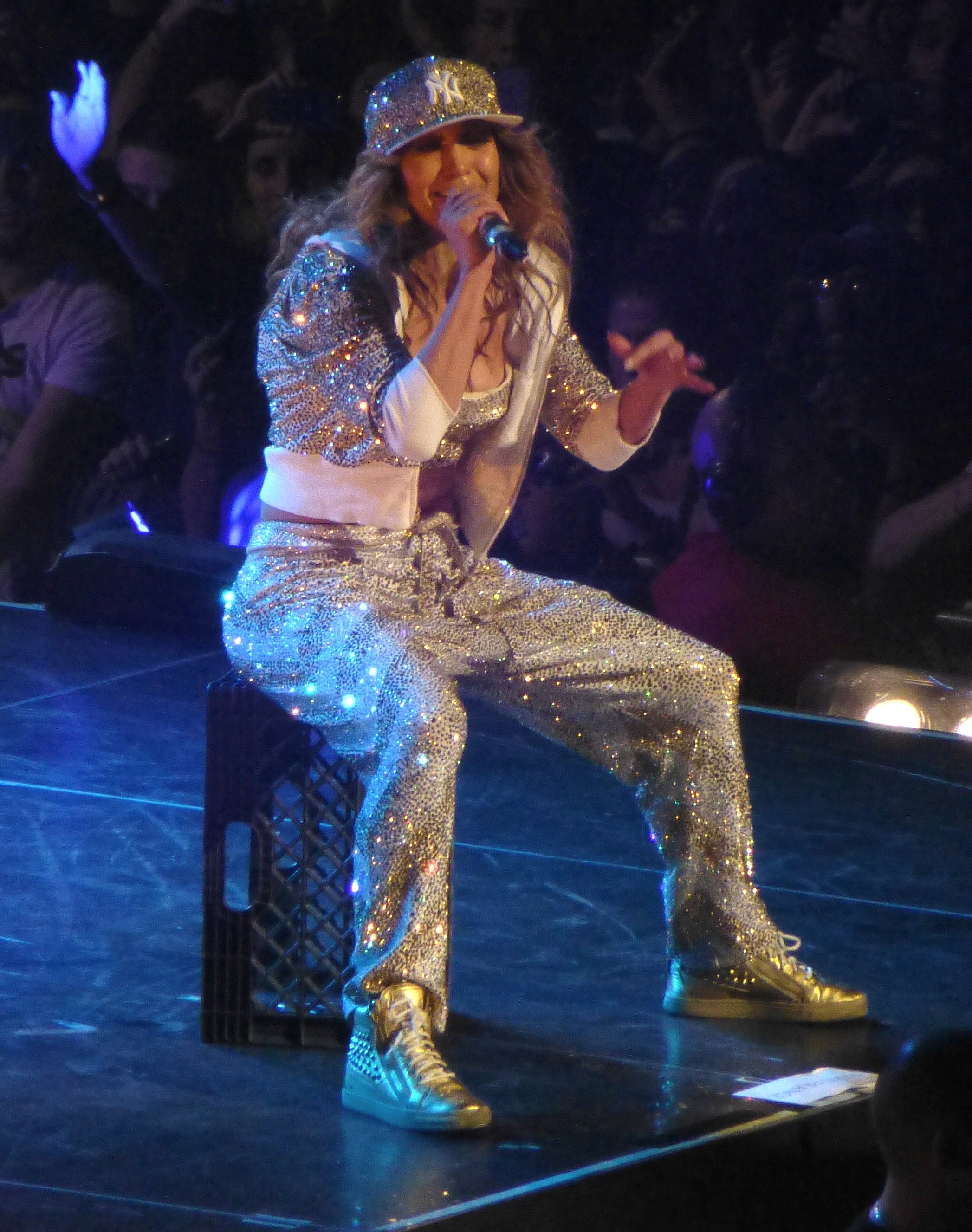
Jennifer Lopez em 2012

O principal single, "Qué Hiciste", foi lançado em janeiro de 2007, e atingiu a posição 86 no Billboard Hot 100, número um no Hot Latin Songs, e no Hot Dance Club Play. Também se tornou um sucesso em muitos países, alcançando o primeiro lugar na Itália, Espanha, Suíça. O videoclipe da canção foi o primeiro em espanhol a chegar ao 1º lugar no Total Request Live, parada diária de clipes mais votados da MTV. O segundo single lançado foi "Me Haces Falta", seu videoclipe foi lançado em 17 de julho. Jennifer ganhou um American Music Award de "Artista Latina Favorita" em 2007. No mesmo ano, ela embarcou em uma turnê com seu marido Marc, intitulada Jennifer Lopez & Marc Anthony en Concierto. Como Ama Una Mujer vendeu mais de 800 000 cópias em todo o mundo.
Seis meses depois, em 4 de outubro de 2007, Lopez lançou seu sexto álbum de estúdio "Brave". Com um desempenho comercial inferior a seus anteriores, tornou-se seu primeiro álbum a não chegar no top 10 da Billboard 200, e também não alcançou boas posições em outros mercados, vendendo apenas 650.000 cópias em todo o mundo. "Do It Well" foi lançado como o single principal, chegou ao número 31 na Hot 100, e ao top 20 em alguns países. "Hold It, Don't Drop It" foi lançado como o segundo single, e não obteve impacto nas paradas.

### 2011:Love?
Originalmente "Love?" seria lançado pela Epic Records, e começou a ser produzido quando Jennifer estava grávida dos gêmeos Emme e Max. Em 21 de dezembro de 2009, "Louboutins" foi lançada como "primeiro single". Apesar de ter sido promovida com várias apresentações, a canção foi um fracasso comercial. Um dos fatores que contribuíram para sua saída da Epic Records.
Em 2010, Lopez assinou um novo contrato de gravação com a Island Def Jam Music Group. Em 16 de janeiro de 2011, foi lançado o um novo single promocional, Good Hit, acompanhado de um videoclipe.
Em evidência como jurada na décima temporada do American Idol, em 8 de fevereiro, ela lança o single, "On the Floor", em parceria com o rapper Pitbull.  A música apresenta um sample do sucesso "Lambada" do grupo brasileiro Kaoma, de 1989, e elementos de house music. On the Floor foi o responsável por trazes Jennifer de volta as paradas, chegou a posição número três na Billboard Hot 100, e se tornou um sucesso global, liderando mais de trinta paradas pelo mundo. Foi o single mais vendido de 2011 por uma artista feminina. Entrou para a lista dos singles mais vendidos de todos os tempos, com 8,4 milhões de cópias mundialmente. Uma versão em espanhol da canção intitulada "Ven a Bailar", também foi lançada.
Finalmente, seu 7º álbum de estúdio  Love?, foi lançado em 28 de abril de 2011, estreando em 5º lugar na Billboard 200, vendendo 83 mil cópias em sua semana de lançamento. Os demais singles do álbum, "I'm Into You" com o rapper Lil Wayne, e "Papi", tiveram um bom desempenho e lideraram a Billboard Hot Dance Club Songs.

### 2012:Dance Again... The Hits

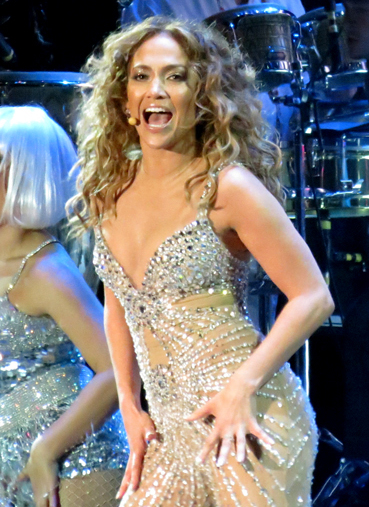
Jennifer Lopez em Junho 2012 em São Paulo

Jennifer saiu da Epic devendo um último álbum para cumprir seu contrato, fazendo um acordo para ser uma coletânea. Seu primeiro álbum de sucessos Dance Again... The Hits, foi lançado dia 17 de julho de 2012.
O álbum traz os principais sucessos de seus discos anteriores, e conta com dois novos, Dance Again, mais uma parceria com Pitbull e Goin' In, parceria com o rapper Flo Rida. Uma edição deluxe também foi lançada, contendo DVD com uma seleção de onze videoclipes. O álbum chegou a posição 20 na Billboard 200, em sua semana de estreia, com 14.000 cópias. Recebeu um certificado de ouro no Reino Unido.
O single "Dance Again" fez sucesso, e alcançou a posição 17 na Billboard Hot 100. "Goin' In" alcançou o topo da Billboard Dance Club/Play Songs, dando a Lopez seu décimo terceiro número um nessa parada, e também entrou para a trilha sonora do filme Step Up Revolution.
Em 14 de junho de 2012, Jennifer lançou a Dance Again World Tour, sua primeira turnê mundial. A turnê visitou  diversos países e foi um grande sucesso, arrecadando mais de 52,6 milhões dólares nas bilheterias, sendo uma das turnê mais lucrativas do ano.

### 2014:A.K.A.
Em janeiro de 2013, Lopez anunciou através de seu Twitter que o seu novo álbum seria lançado durante o ano, porém acabou sendo adiado para 2014. Em janeiro de 2014, ela lançou o single promocional "Same Girl", acompanhado de um videoclipe filmado no Bronx. Em 20 de março, Jennifer apresentou o primeiro single oficial do novo álbum I Luh Ya Papi no American Idol, com a participação do rapper French Montana. O segundo single First Love, foi apresentado pela primeira vez no Billboard Music Awards de 2014. Os singles tiveram um desempenho mediano nas paradas, alcançando as posições 77 e 87 no Hot 100.

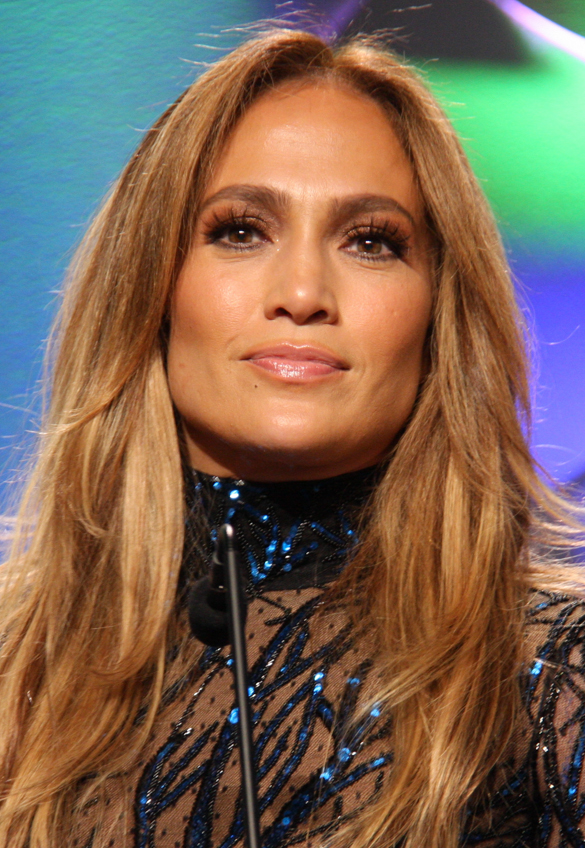
Lopez durante o GLAAD Media Awards em 2014

Seu oitavo álbum de estúdio, intitulado A.K.A. (acrónimo para Also Known As), foi lançado dia 13 de junho de 2014, pela Capitol Records, atingindo a 8ª posição na Billboard 200, com 33 mil cópias vendidas em sua primeira semana. Esse se tornou seu álbum menos vendido até então. Apenas o terceiro single, Booty, com participação de Iggy Azalea, conseguiu sucesso, atingindo a posição 18 na Hot 100, e o primeiro lugar na Billboard Hot Dance Club Songs.
Também naquele ano, Jennifer participou do single "We Are One (Ole Ola)", música oficial da Copa do Mundo FIFA 2014, em parceria com Pitbull e Claudia Leitte. A música foi apresentada no Billboard Music Awards de 2014 em 18 de maio, e durante a cerimônia de abertura da Copa, em 12 de junho. O single chegou o número 59 na Hot 100, e teve um bom desempenho pelo mundo.

### 2020: Super Bowl
Em fevereiro de 2020, Lopez co-liderou o show do intervalo do Super Bowl LIV em Miami, Flórida, ao lado de Shakira; A apresentação incluiu a participação de sua filha Emme Muñiz. Os figurinos usados por Jennifer foram desenhadas por uma equipe de estilistas da Versace, que também confeccionaram 213 fantasias, e 143 pares de sapatos para Lopez e seus dançarinos. Em 14 de junho de 2022, Jennifer lançou o documentário "Halftime" na Netflix, mostrando os bastidores da apresentação.

### 2024:This Is Me... Now

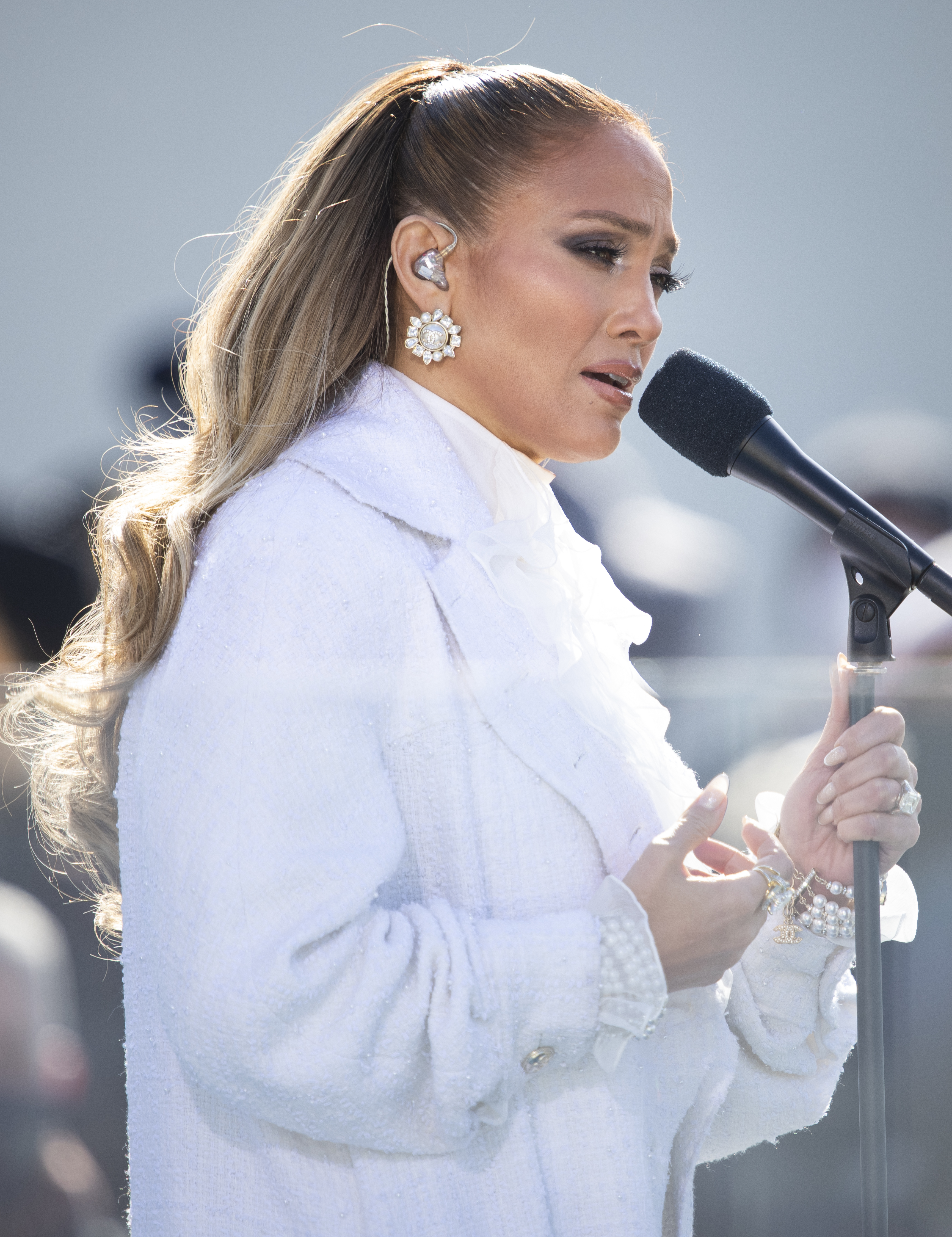
Lopez se apresentando na posse de Joe Biden em 2021.

Em 29 de junho de 2023, Jennifer postou uma foto sua com o título de seu futuro álbum "This Is Me... Now" , com a legenda "dia de entrega do álbum", em alusão à conclusão das gravações. Em setembro de 2023, ela firmou uma parceria de distribuição com a BMG Rights Management, em conjunto com sua produtora Nuyorican Productions. Lopez disse ao Entertainment Tonight, que seu novo álbum é uma continuação direta de seu terceiro álbum This Is Me... Then, de 2002. O primeiro single do álbum "Can't Get Enough", foi lançado em janeiro de 2024, e também ganhou uma versão com a rapper Latto. Em 3 de fevereiro, ela cantou a música pela primeira vez no Saturday Night Live, com as participações de Latto e Redman.
Seu nono álbum de estúdio, This Is Me... Now, foi lançado pela BMG em 16 de fevereiro de 2024.  Foi fortemente inspirado pelo romance reacendido entre Jennifer e o ator Ben Affleck, trazendo temas como amor e cura. Um filme musical, This Is Me. ..Now: A Love Story, dirigido por Dave Meyers, foi lançado simultaneamente como visual do álbum no Prime Video. Ele é descrito como uma "ficção científica de ação e comédia romântica musical autobiográfica", e Lopez interpreta uma versão ficcional de si mesma.  Depois que alguns parceiros financeiros desistiram de bancar o projeto avaliado em 20 milhões de dólares, ela decidiu financia-lo sozinha, antes que a Amazon o comprasse posteriormente. O longa traz participações de nomes famosos, como Fat Joe, Trevor Noah, Jane Fonda, Post Malone, Keke Palmer, Ava Max, Sofia Vergara e Ben Affleck. Um documentário que explora a produção do filme, intitulado The Greatest Love Story Never Told, foi lançado no Prime Video em 27 de fevereiro. O nome foi inspirado em uma coleção de cartas que Affleck escreveu para Lopez. O álbum estreou na posição 38 da Billboard 200. As vendas físicas totalizam 14 000 (6 000 em CD, 5 000 em vinil, e 3 000 em download digital). Também estreou em primeiro lugar na parada de álbuns Tastemake, e em sétimo lugar nas paradas de álbuns de vinil e álbuns independentes.

## Vida pessoal

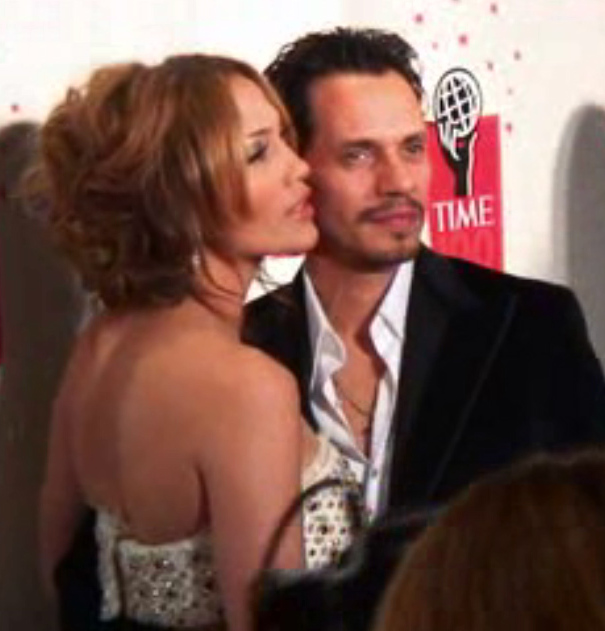
Lopez e Marc Anthony, 2006

Seu primeiro casamento ocorreu em 1997, com seu primeiro namorado, o garçom Ojani Noa. Entretanto, após acusá-la de traição, o casal se divorciou em 1998. Enquanto trabalhava em seu primeiro álbum, On the 6, Lopez começou a namorar o produtor e rapper Sean Combs, também conhecido por seu nome artístico Diddy, o casal se separou em 2000. Lopez e Sean foram presos em 1999, após um tiroteio em uma boate de Nova York, o Club New York, que deixou três pessoas feridas. Jennifer Lopez e Diddy, acompanhados de amigos, tentaram deixar o local rapidamente. A polícia, no entanto, interceptou o carro em que estavam e encontrou uma arma de fogo no veículo. JLo e Diddy foram presos sob acusação de posse ilegal de arma e bens roubados. Poucas horas depois, Jennifer Lopez foi liberada, e todas as acusações contra ela foram retiradas. Em uma entrevista de 2000, JLo descreveu o episódio como um "pesadelo completo".
Em 29 de setembro de 2001, casou-se com seu dançarino Chris Judd, o casal se divorciou em junho de 2002, devido às traições de Chris.
Após seu segundo divórcio, ela iniciou um relacionamento com o ator e diretor Ben Affleck, com quem ficou noiva em novembro de 2002. Eles formaram um dos casais mais populares de Hollywood naquele época, e a mídia começou a se referir a eles como "Bennifer", iniciando a tendência de outros casais de celebridades serem referidos pela combinação de seus nomes. O casal adiou o casamento indefinidamente um dia antes da cerimônia, em setembro de 2003, citando a interferência da mídia no evento como o motivo. Lopez e Ben terminaram o relacionamento em janeiro de 2004.
Seu terceiro casamento ocorreu em 2004, com o cantor Marc Anthony, com quem teve um casal de gêmeos, Maximilian David Lopez Muñiz e Emme Maribel Lopez Muñiz, nascidos de cesariana, em Long Island, Nova Iorque, no dia 25 de fevereiro de 2008. O casal se divorciou oficialmente em 2014. Após curtos relacionamentos, começou a namorar em 2017 o jogador de beisebol Alex Rodriguez. Em 2018, foram morar juntos, e em 2019 ficaram noivos. O fim do noivado foi anunciado em 15 de abril de 2021.
Em julho de 2021, Lopez reatou o relacionamento com Ben Affleck, após 17 anos separados. No dia 16 de julho de 2022, se casou com Affleck em Las Vegas, e o documento foi emitido pelo condado de Clark, em Nevada. Separaram-se novamente em 2024.

## Politica e ativismo

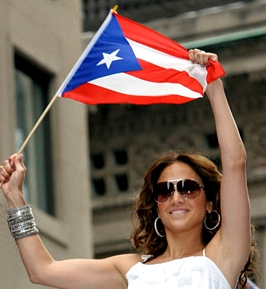
Lopez acenando a bandeira porto-riquenha, na Parada do Dia de Porto Rico, em Manhattan

Jennifer apoia o Partido Democrata. Ela apoiou o presidente Barack Obama em suas duas campanhas presidenciais, falando em anúncios de televisão e participando de eventos de arrecadação de fundos para Obama. Ela apoiou a candidata presidencial democrata Hillary Clinton em 2016, sendo a atração principal de um concerto gratuito na Flórida em apoio a ela.
Durante sua apresentação no intervalo do Super Bowl em 2020, ela cantou a música Let's Get Loud, enquanto estava envolta em uma grande bandeira porto-riquenha, com crianças em gaiolas de metal no campo. Uma critica a política de imigração do então presidente Donald Trump. Em junho de 2020, participou de um protesto do movimento Black Lives Matter em Los Angeles.
Ela apoiou o presidente Joe Biden em sua campanha presidencial de 2020. Em 2021, ela se apresentou na posse de Biden, onde cantou "This Land Is Your Land" e "America the Beautiful", enquanto recitava a última frase do Juramento de Fidelidade em espanhol. Ela também incluiu Let's Get Loud na performance, como uma "reprise" de sua mensagem política no Super Bowl. Em janeiro de 2022, ela se tornou uma das co-presidentes do programa "When We All Vote", de Michelle Obama.
Lopez é uma ávida defensora dos direitos LGBT, e angariou milhões de dólares para pesquisa sobre o HIV. Também tem sido uma defensora ativa do movimento Me Too. Ela expressou solidariedade ao povo da Faixa de Gaza durante a guerra Israel-Hamas de 2023. Lopez, como parte de um grupo chamado "Artists4Ceasefire", assinou uma carta pedindo ao presidente Joe Biden um cessar-fogo imediato em Gaza.

## Fortuna
Sua fortuna é estimada em um patrimônio líquido de 400 milhões de dólares, colocando Jennifer na lista das 20 mulheres mais ricas do entretenimento.

## Impacto e legado
Lopez é considerada um ícone global, e também uma das artistas mais influente do mundo, onde quebrou barreiras no cinema e na música por romper todos os tipos de preconceitos raciais na indústria do entretenimento. É descrita como uma "artista multidimensional que se transformou em uma potência financeira".

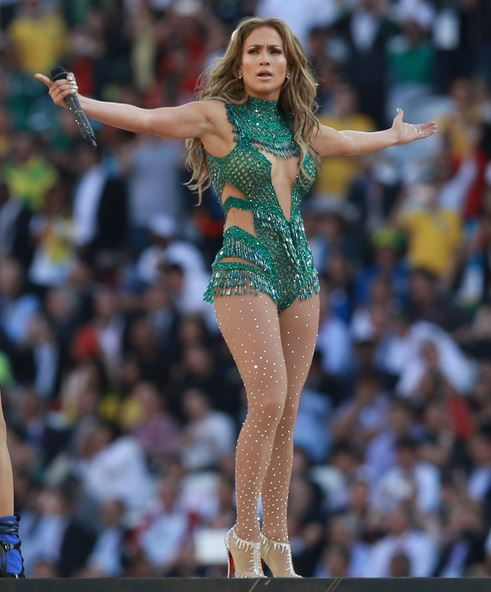
Lopez na cerimônia de abertura da Copa do Mundo FIFA de 2014, no Brasil.

Famosa por seu estilo e senso de moda, foi nomeada "Ícone de Estilo da Década de 2000" pela revista US Weekly. Ela foi a inspiração para a criação do Google Imagens, devido o vestido verde Versace usado no Grammy de 2000, onde as buscas pelo nome "J.Lo" e "vestido" foram as maiores da história do serviço até aquele momento. O mesmo foi eleito o quinto vestido de tapete vermelho mais emblemático de todos os tempos em uma pesquisa realizada pelo The Daily Telegraph. Sua linha de fragrâncias se tornou a linha de celebridades de maior sucesso no mundo, com vendas superiores a US$ 2 bilhões em 2012.
Lopez está na posição 36 na lista das "Maiores Artistas Femininas de Todos os Tempos" da Billboard Hot 100. Ela foi citada como uma influência ou inspiração por vários artistas, incluindo Rihanna, Beyoncé, Britney Spears, Demi Lovato, Brie Larson, Ariana Grande, Jessica Alba, Camila Cabello, Becky G, Selena Gomez, Pitbull, entre outros.
Após seu sucesso como jurada no American Idol em 2010, surgiu uma tendência das emissoras escolherem "grandes nomes" da música para julgar participantes em reality shows. O Hollywood Reporter chamou isso de "The J.Lo Effect" ("O Efeito J.Lo"). Em 2014, cientistas nomearam uma espécie de ácaro aquático encontrado em Porto Rico, de "Litarachna Lopezae", por causa de Lopez. Em 2019, ela foi presenteada com as chaves da cidade de Miami Beach, sendo 24 de julho declarado o "Dia da Jennifer Lopez". Em julho de 2023, o Madame Tussauds em Nova York, inaugurou uma estatua de cera de Lopez, inspirada em sua performance no show do intervalo do Super Bowl LIV.

## Prêmios e honrarias
Em 2010, foi honrada no World Music Awards com o prêmio Legend Award, por sua contribuição às artes. Foi eleita a mulher mais bonita do mundo, pela revista People, em 2011.  Em 2012, a revista Forbes a considerou "a celebridade mais poderosa do mundo". Em 2013, recebeu uma estrela na Calçada da Fama, em Hollywood, por sua contribuição na indústria do entretenimento.  A Univision a presenteou com o "World Icon Award", no Premios Juventud. No Billboard Music Awards de 2014, foi a grande homenageada da noite, tornou-se a primeira mulher latina a receber o Billboard Icon Award, e em 2017, no Billboard Latin Music Awards, foi honrada com o "Premio de La Estrella". Em 19 de agosto de 2018, foi homenageada no VMA da MTV, com o prêmio Michael Jackson Video Vanguard Award por sua icônica videografia, se tornando a primeira artista latina a receber essa honra. Em 2022, ela recebeu o "Generation Award", no MTV Movie & TV Awards, por suas contribuições ao cinema e à televisão, e o "Icon Award" no iHeart Radio Music Awards.

## Discografia
- On the 6 (1999)
- J.Lo (2001)
- J to tha L-O! The Remixes (2002)
- This Is Me...Then (2002)
- Rebirth (2005)
- Como ama una mujer (2007)
- Brave (2007)
- Love? (2011)
- Dance Again... The Hits (2012)
- A.K.A. (2014)
- This Is Me... Now (2024)

## Turnês
Principais
- 2012: Dance Again World Tour
- 2019:  It´s My Party Tour

Colaborativas
- 2007: Jennifer Lopez & Marc Anthony en Concierto
- 2012: Enrique Iglesias & Jennifer Lopez Tour

Residência
- 2016-2018: Jennifer Lopez: All I Have

Concertos Especiais
- 2001: Let's Get Loud
- 2008: Live in Athens

## Filmografia

### Cinema
| Ano  | Título                                    | Personagem         | Notas                      |
| ---- | ----------------------------------------- | ------------------ | -------------------------- |
| 1987 | My Little Girl                            | Myra               |                            |
| 1993 | Nurses on the Line: The Crash of Flight 7 | Rosie Romero       | Telefilme                  |
| 1995 | My Family                                 | Maria (jovem)      |                            |
| 1995 | Money Train                               | Grace Santiago     |                            |
| 1996 | Jack                                      | Senhorita Marquez  |                            |
| 1997 | Blood and Wine                            | Gabriela           |                            |
| 1997 | Selena                                    | Selena Quintanilla |                            |
| 1997 | Anaconda                                  | Terri Flores       |                            |
| 1997 | U-Turn                                    | Grace McKenna      |                            |
| 1998 | Out of Sight                              | Karen Sisco        |                            |
| 1998 | Antz                                      | Azteca             | Voz                        |
| 2000 | The Cell                                  | Catherine Deane    |                            |
| 2001 | The Wedding Planner                       | Mary Fiore         |                            |
| 2001 | Angel Eyes                                | Sharon Pogue       |                            |
| 2002 | Enough                                    | Slim Hiller        |                            |
| 2002 | Maid in Manhattan                         | Marisa Ventura     |                            |
| 2003 | Gigli                                     | Ricki              |                            |
| 2004 | Jersey Girl                               | Gertrude Steiney   |                            |
| 2004 | Shall We Dance?                           | Paulina            |                            |
| 2005 | Monster-in-Law                            | Charlie            |                            |
| 2005 | An Unfinished Life                        | Jean Gilkyson      |                            |
| 2006 | El Cantante                               | Puchi              | Também Produtora           |
| 2007 | Bordertown                                | Lauren Adrian      |                            |
| 2007 | Feel the Noise                            | Ela mesma          | Não creditada              |
| 2010 | The Back-Up Plan                          | Zoe                |                            |
| 2012 | What To Expect When You’re Expecting      | Holly              |                            |
| 2012 | Ice Age: Continental Drift                | Shira              | Voz                        |
| 2013 | Parker                                    | Leslie Rodgers     |                            |
| 2015 | The Boy Next Door                         | Claire Peterson    | Também Produtora           |
| 2015 | Lila & Eve                                | Eve                |                            |
| 2015 | Home                                      | Lucy Tucci         | Voz                        |
| 2016 | Ice Age: Collision Course                 | Shira              | Voz                        |
| 2018 | Second Act                                | Maya               | Também Produtora           |
| 2019 | Hustlers                                  | Ramona             | Também Produtora           |
| 2022 | Marry Me                                  | Kat Valdez         | Também Produtora           |
| 2022 | Shotgun Wedding                           | Darcy              | Também Produtora           |
| 2023 | The Mother                                | The Mother         | Também Produtora           |
| 2024 | This Is Me...Now: A Love Story            | The Artist         | Também Produtora Executiva |
| 2024 | The Greatest Love Story Never Told        | Ela mesma          | Documentário               |
| 2024 | Atlas                                     | Atlas Shepherd     | Também Produtora           |
| 2024 | Unstoppable                               | Judy Robles        |                            |

### Televisão
| Ano                      | Título                             | Personagem       | Notas                      |
| ------------------------ | ---------------------------------- | ---------------- | -------------------------- |
| 1991-1993                | In Living Color                    | Fly Girl         | 62 episódios               |
| 1993-1994                | Second Chances                     | Melinda Lopez    | 6 episódios                |
| 1994                     | South Central                      | Lucille          | 4 episódios                |
| 1994                     | Hotel Malibu                       | Melinda Lopez    | 6 episódios                |
| 2000-2019                | Saturday Night Live                | Ela mesma        | 4 episódios                |
| 2004-2018                | Will & Grace                       | Ela mesma        | 4 episódios                |
| 2010                     | How I Met Your Mother              | Anita Appleby    | Episódio: "Of Course"      |
| 2011–2012 2014–2016 2021 | American Idol                      | Ela mesma/Jurada | 170 episódios              |
| 2014                     | Jennifer Lopez: Dance Again        | Ela mesma        | Documentário HBO           |
| 2015                     | The Latin Explosion: A New America | Ela mesma        | Documentário HBO           |
| 2016-2018                | Shades of Blue                     | Harlee Santos    | 36 episódios               |
| 2017-2020                | World of Dance                     | Ela mesma        | Também Produtora executiva |
| 2022                     | Jennifer Lopez: Halftime           | Ela mesma        | Documentário Netflix       |
| 2022                     | RuPaul's Drag Race                 | Ela mesma        | Participação               |